# Bordea cavicola
Bordea cavicola là một loài nhện trong họ Linyphiidae.
Loài này thuộc chi Bordea. Bordea cavicola được Eugène Simon miêu tả năm 1884.